# Tライオット
Tライオット (T-Riot) は、フランチェスコ・ロマジストロ（ドラマー）、カミッロ・パーチェ（ベーシスト）、ピエートロ・ヴィンチェンティ（ピアニスト）の3人によって結成されたイタリアのジャズ・グループ。

## ディスコグラフィ

### アルバム
| アルバム・タイトル             | 原題              | 発売年 | 種類               |
| ------------------------------ | ----------------- | ------ | ------------------ |
| ア・ディファレント・トゥルース | A Different Truth | 2017   | スタジオ・アルバム |